# Ganabalia planipes
Ganabalia planipes är en fjärilsart som beskrevs av Diakonoff 1975. Ganabalia planipes ingår i släktet Ganabalia och familjen vecklare. Inga underarter finns listade i Catalogue of Life.